# ГЕС Bihai
ГЕС Bihai – гідроелектростанція на острові Тайвань, яка використовує ресурс із річки Hepingnan, правої притоки річки Heping (дренує східний схил вододільного хребта острова та впадає до Філіппінського моря).
В межах проекту Hepingnan перекрили греблею Nanxi, яка утримує лише невелике водосховище – 635 тис м3 – та спрямовує ресурс до прокладеного через правобережний гірський масив дериваційного тунелю довжиною 6,55 км. Останній виводить до розташованого на березі Heping (нижче від устя Hepingnan) машинного залу, обладнаного однією турбіною типу Пелтон потужністю 61,2 МВт. При напорі у 417 метрів вона виробляє 237 млн кВт-год електроенергії на рік.